# Västertorps Skulpturpark

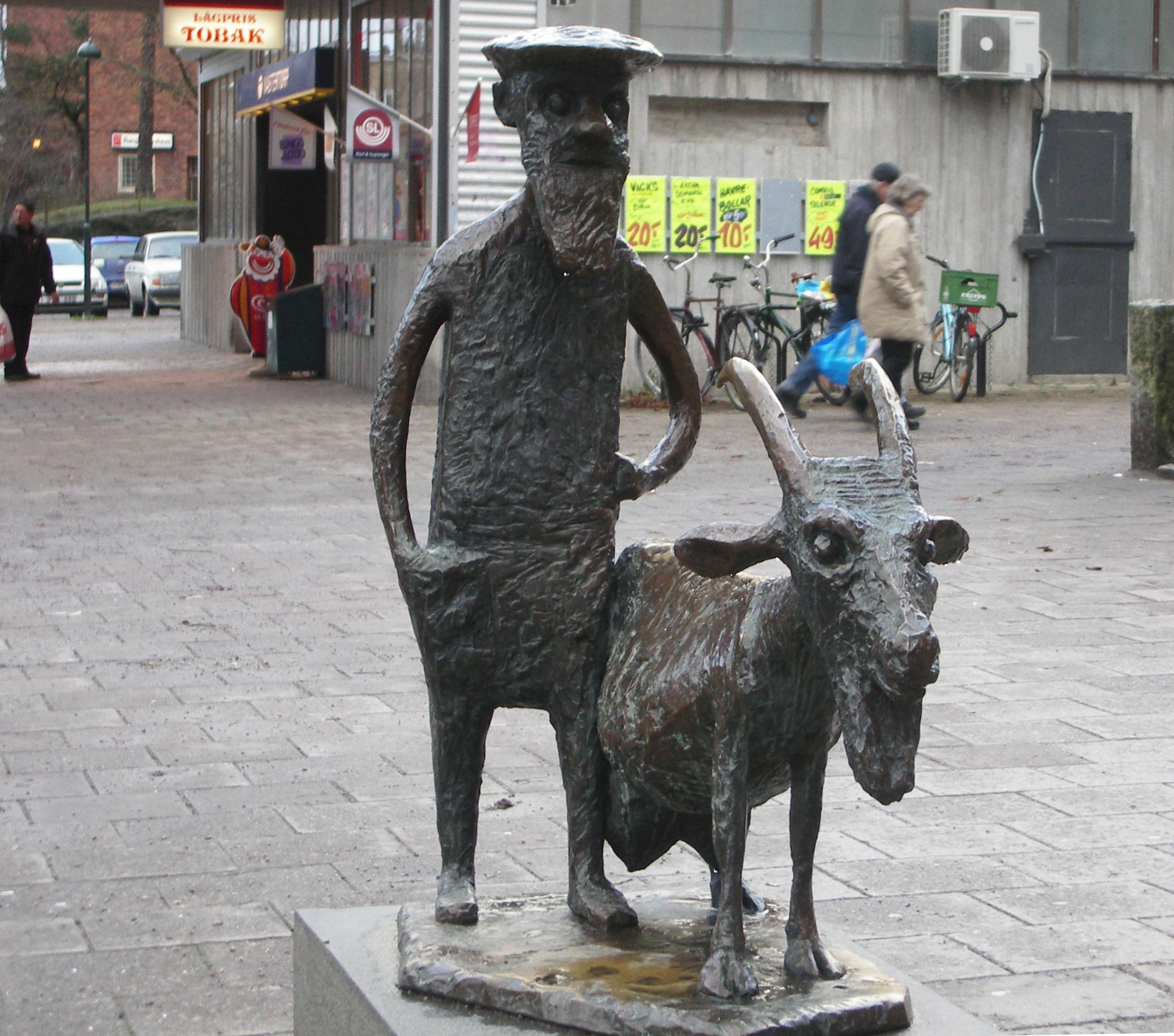
nr. 21: Gubben med geten van Allan Runefelt

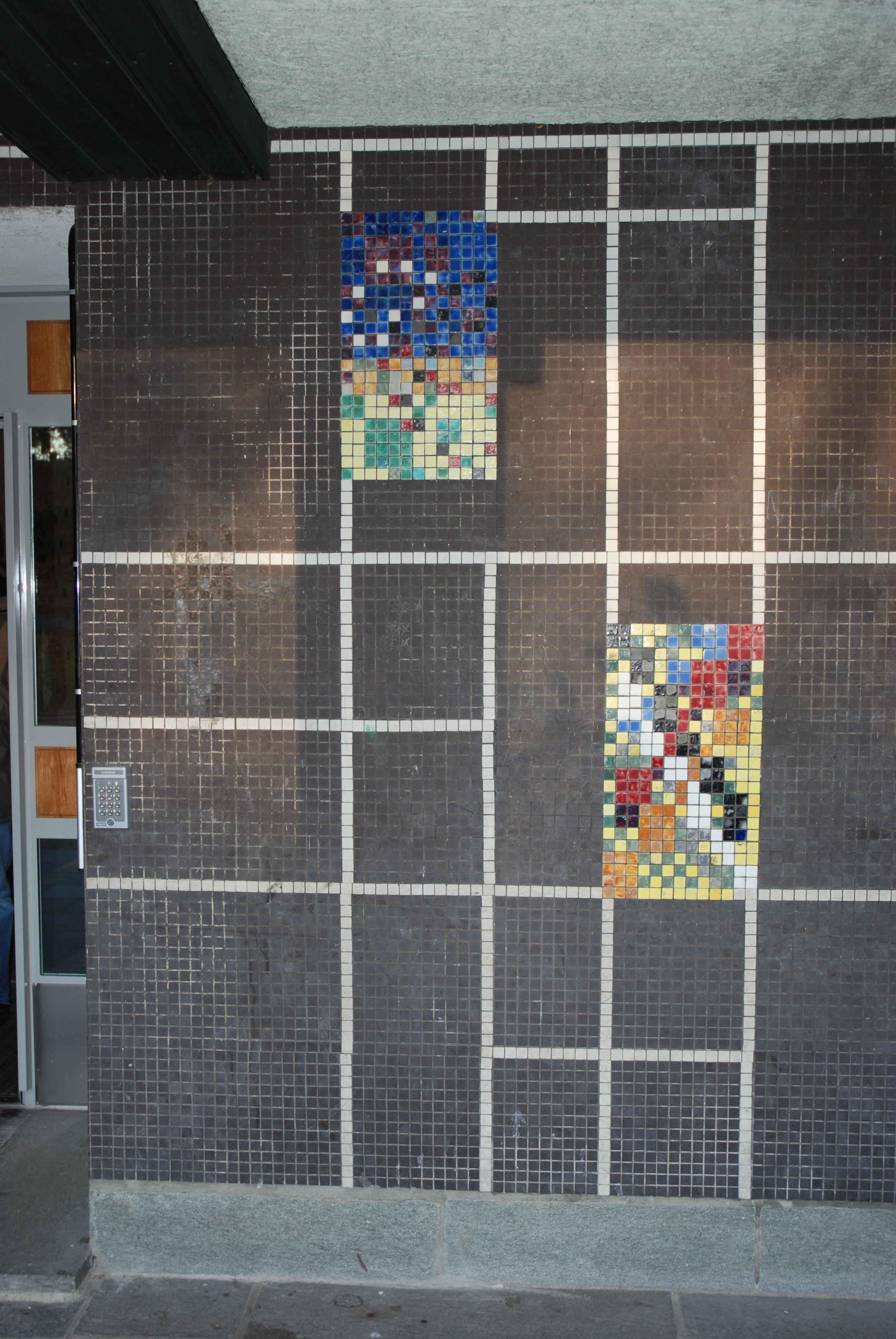
Wandmozaïek van Olle Bonniér

Västertorps Skulpturpark is een beeldenpark in de wijk Västertorp (stadsdeel Hägersten-Liljeholmen) van de Zweedse hoofdstad Stockholm.
De wijk is gebouwd in het begin van de vijftiger jaren en de 21 sculpturen vertegenwoordigen alle stromingen van de Zweedse beeldhouwkunst van de periode 1930-1950. Zestien sculpturen zijn geschonken door de Hägerstensåsens kulturelle forening. In het aankoopcomité zaten de beeldhouwers Stig Blomberg en Ivar Johnsson. Het beeldenpark werd, na het gereedkomen van het zakencentrum in 1954, in 1955 onthuld door koning Gustaaf VI Adolf van Zweden.

## De collectie
1. Asmund Arle: Liggande kalv (brons), Centrumhöghuset
2. Stig Blomberg: Systrarna (brons) uit 1952, in het Västertorpsparken
3. Pye Engström: Efter badet (kalksteen) uit 1971/76, Västertorpsbadet
4. Liss Eriksson: Faster (graniet), in het Västertorpsparken
5. Liss Eriksson: Oskuld (brons) uit 1958), Skidvägen
6. Adam Fischer: Flicka med parasoll (brons), Vasaloppsvägen
7. Eric Grate: Trädet (brons), Torget
8. Eric Grate: Liggande kvinna (brons) uit 1942/52, Torget
9. Ivar Johnsson: Mannen med islandströjan (brons) uit 1934, in het Västertorpsparken
10. Arne Jones: Katedral uit 1947, Centrumhuset
11. Lennart Källström: Stående pojke (brons) uit 1954, in het Västertorpsparken
12. Karl-Gunnar Lindahl: Vingkontroll uit 1973, Skridskovägen
13. Knut Erik Lindberg: Huvud (brons), Centrumhöghuset
14. Bror Marklund: Sittande pojke (brons) uit 1936, Torget
15. Nils Möllerberg: Sigun (brons) uit ca. 1938, Metrostation Hägerstensåsen
16. Henry Moore: Internal-External Forms (brons) uit 1952/53), Torget
17. Gustav Nordahl: Lena (brons), Störtloppsvägen/Isjaktsgränd
18. Olof Thorwald Ohlsson: Körkarlen (graniet) uit 1951, Stöttingsgränd
19. Edvin Öhrström: Den store hvide (brons) uit 1953, in het Västertorpsparken
20. Palle Pernevi: Petite Femme uit 1951, Centrumhöghuset
21. Allan Runefelt: Gubben med geten (brons) uit 1952, Torget

## Overige kunstwerken in de wijk
- Olle Bonniér, Pierre Olofsson : wandmozaïeken Skidvägen
- Jörgen Fogelquist: Med Örnen mot polen uit 1971, Metrostation Västertorp
- Arne Jones: Harlekin en Colombine (2 reliëfs), Vasaloppsvägen
- Åke Jönss: Flicka (keramiek), Vasaloppsvägen
- Endre Nemes: Zodiak-klocka (email) uit 1949, Torget
- Vera Nilsson: Sagan om solen och nordanvinden (muurschildering) uit 1951, Västertorpsskolan
- Otte Sköld: Vindarnas saga (mozaïek) uit 1951, Västertorpsskolan

## Fotogalerij

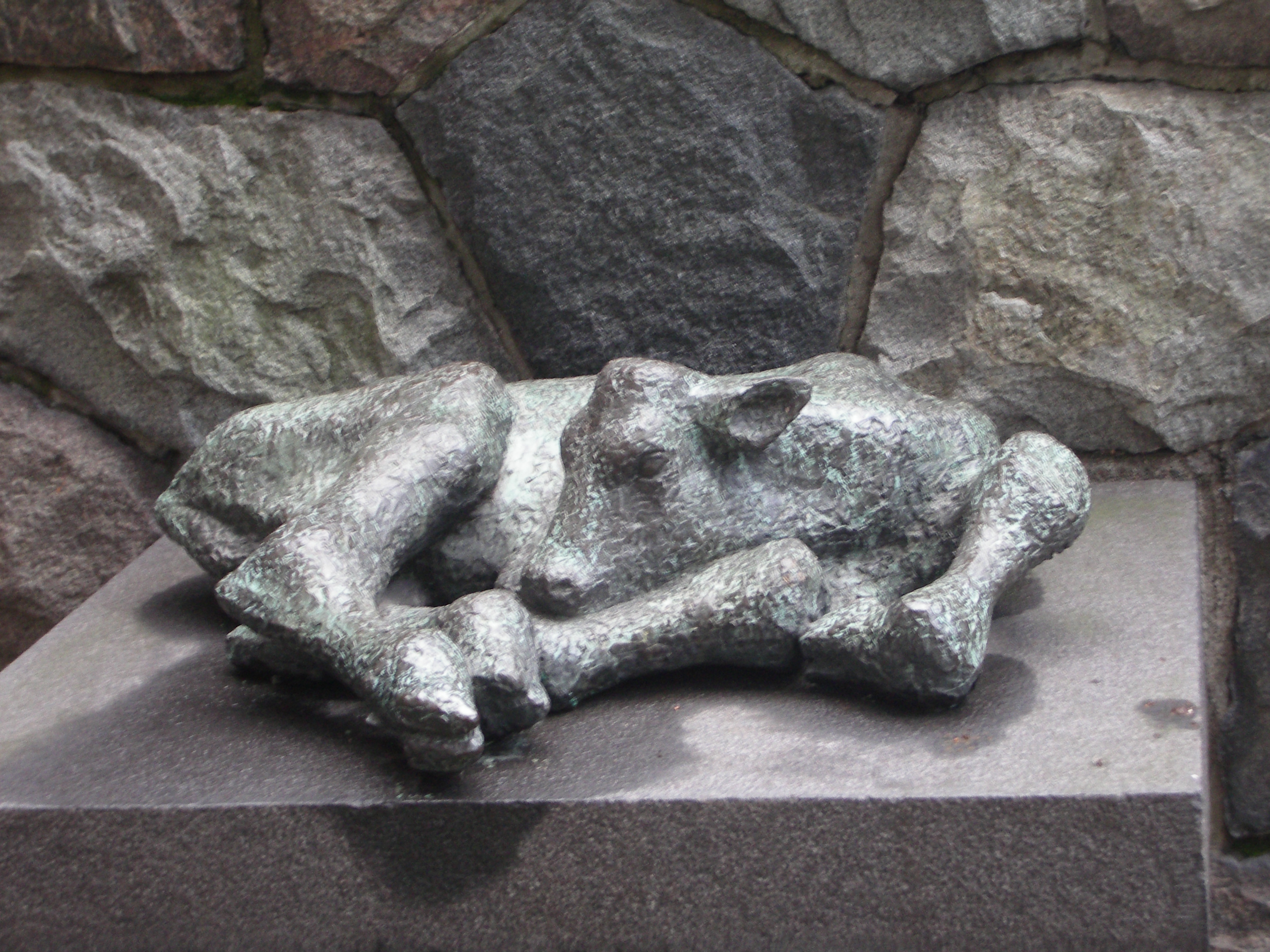
nr. 1: Liggande kalv van Asmund Arle
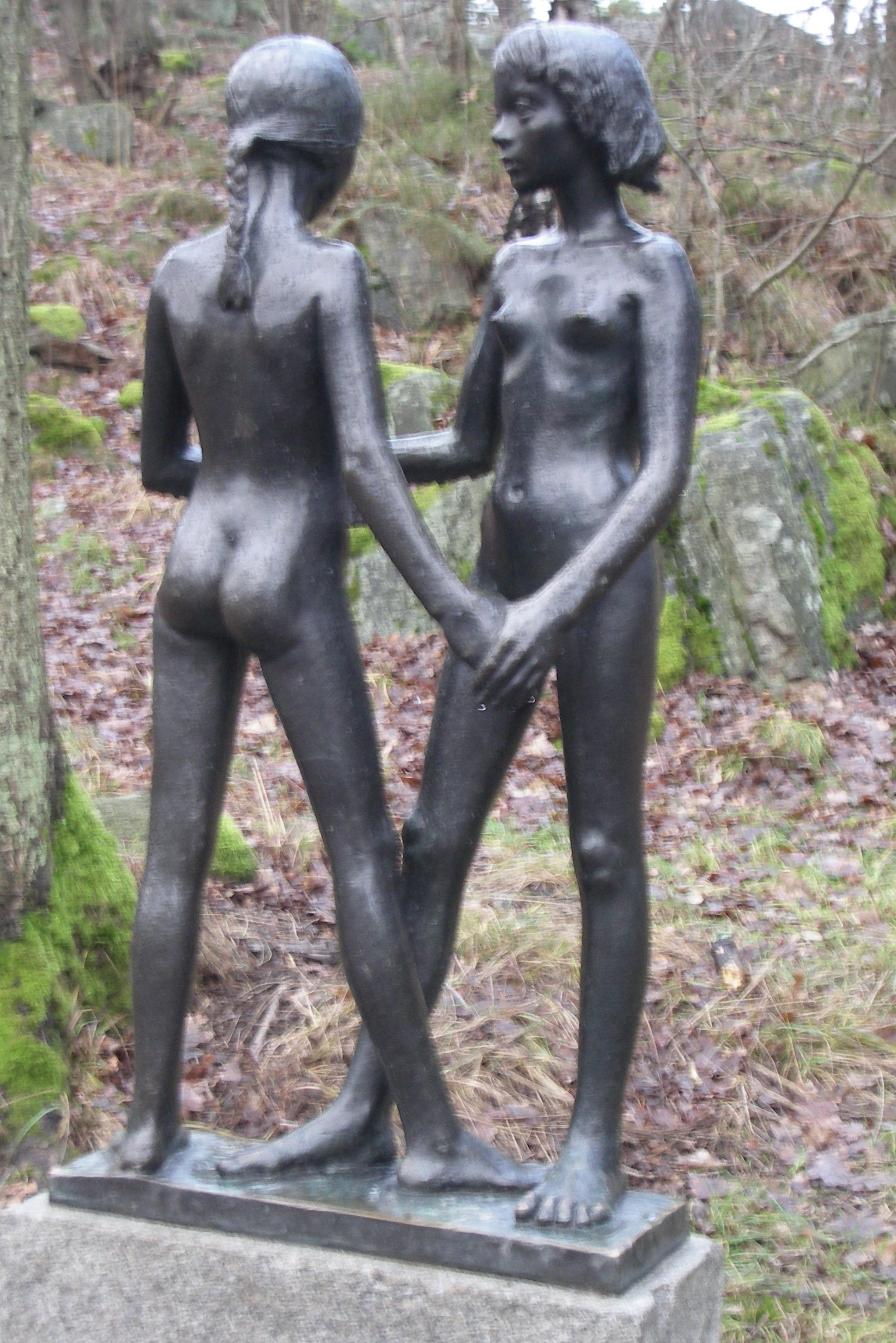
nr. 2: Systrarna van Stig Blomberg
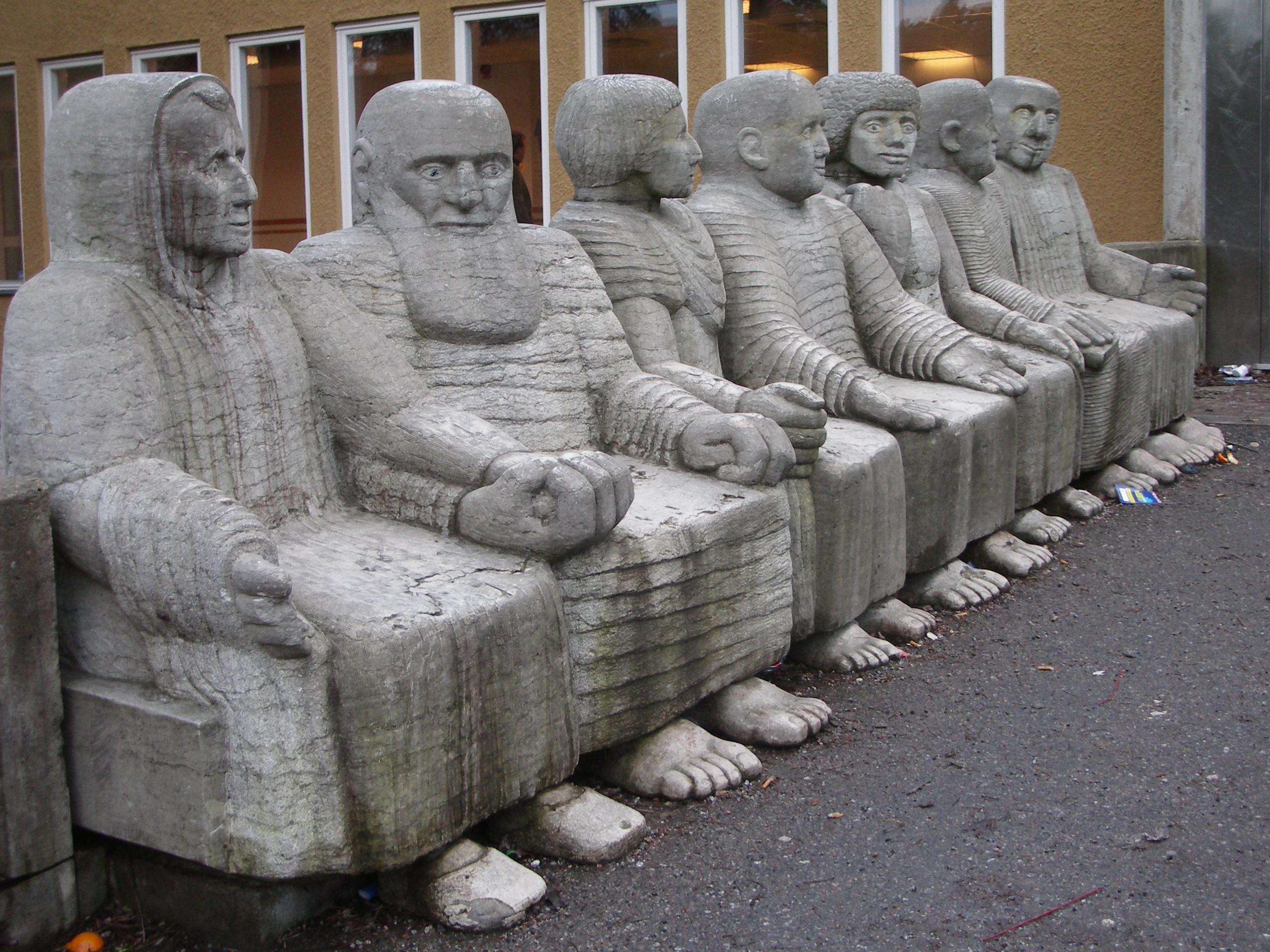
nr. 3: Efter badet van Pye Engström
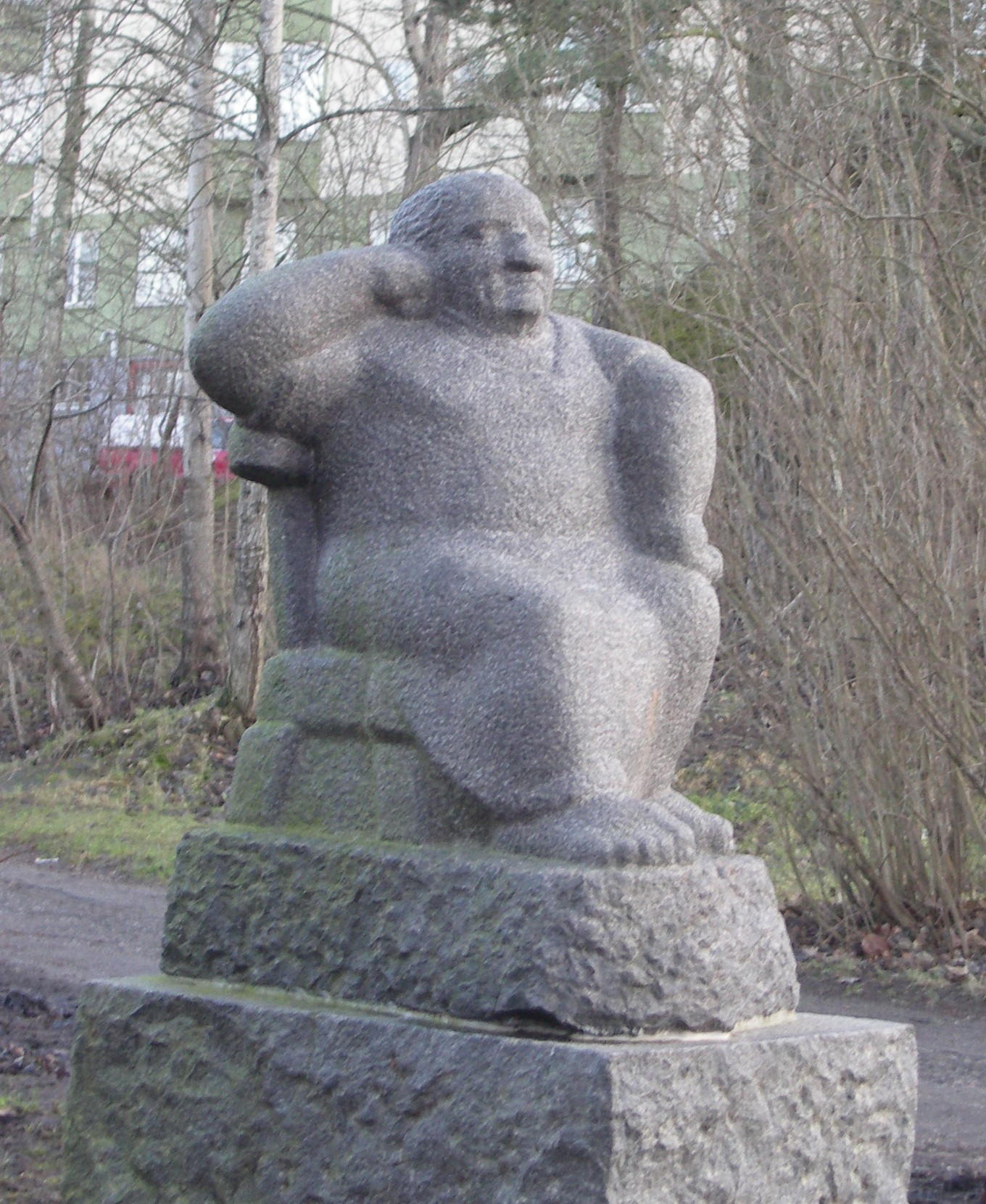
nr. 4: Faster van Liss Eriksson
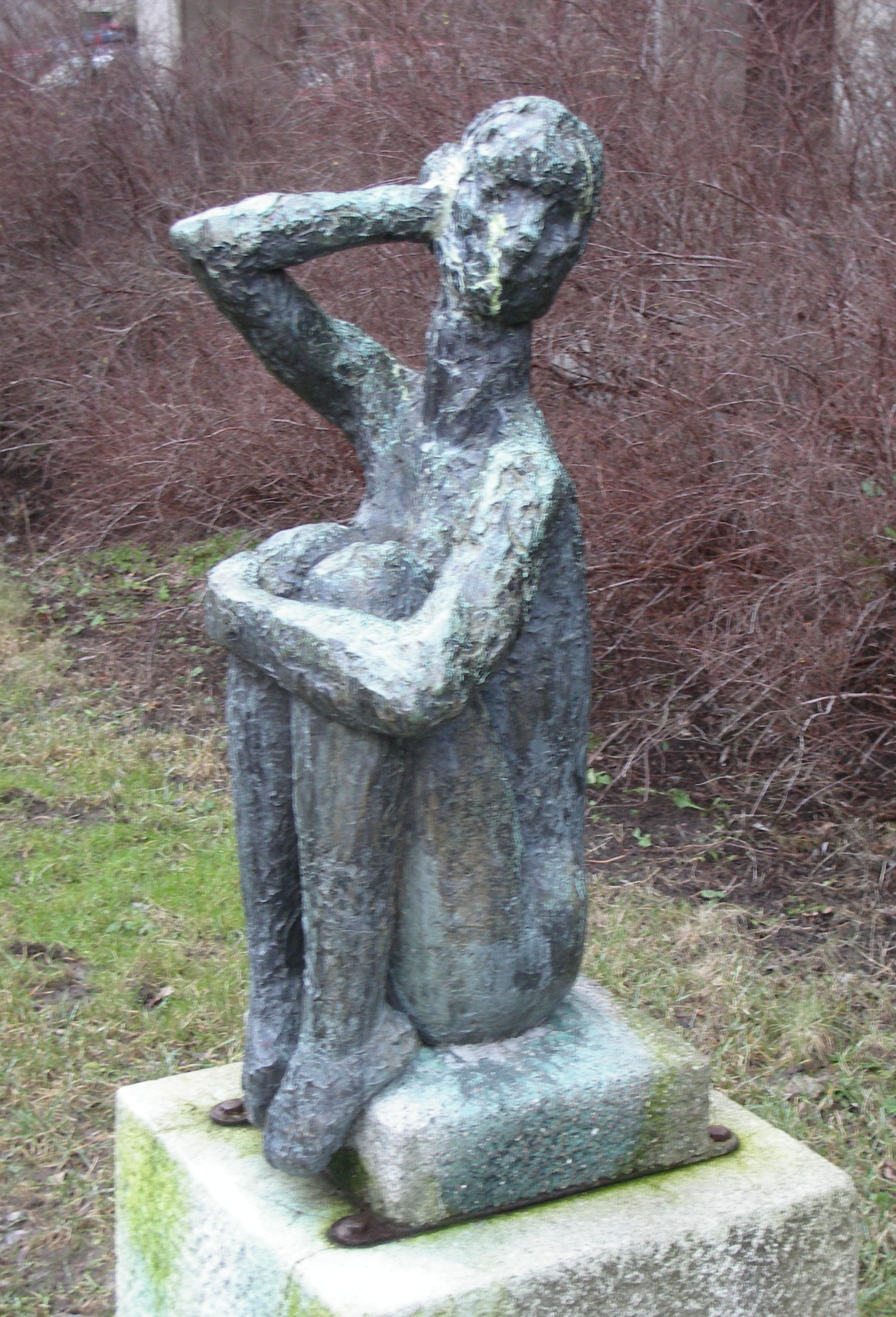
nr. 5: Oskuld van Liss Eriksson
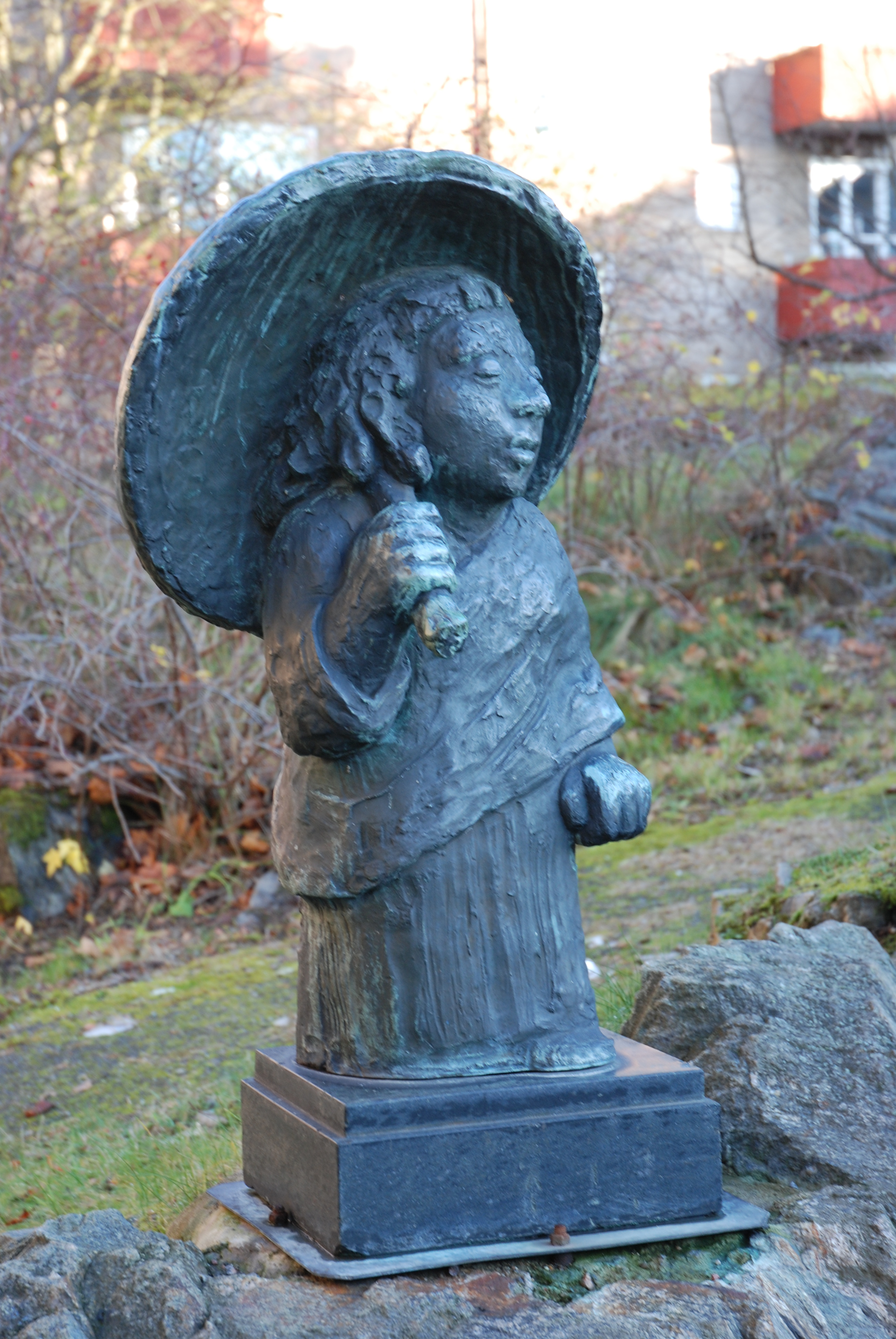
nr. 6: Flicka med parasoll van Adam Fischer
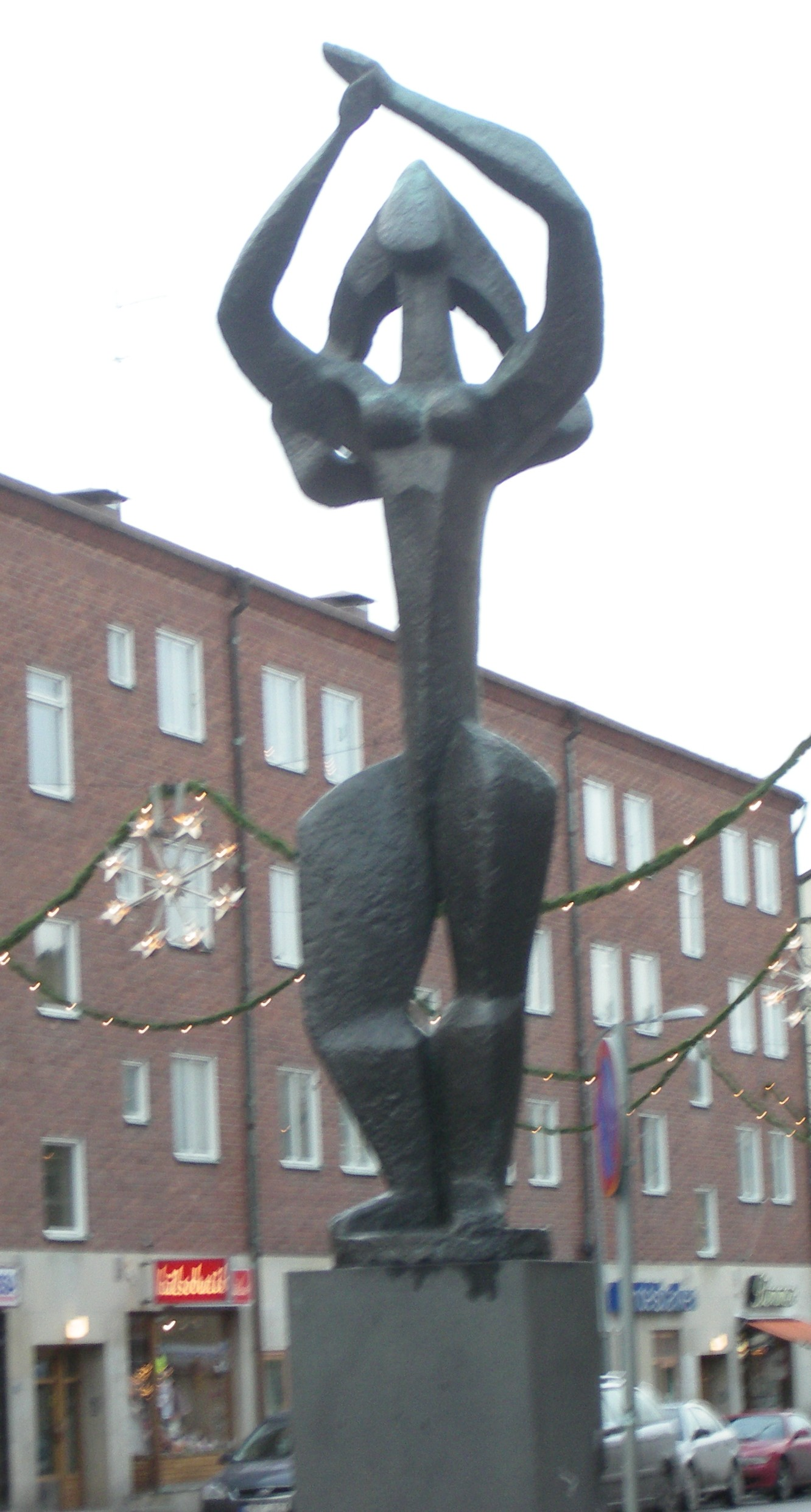
nr. 7: Trädet van Eric Grate
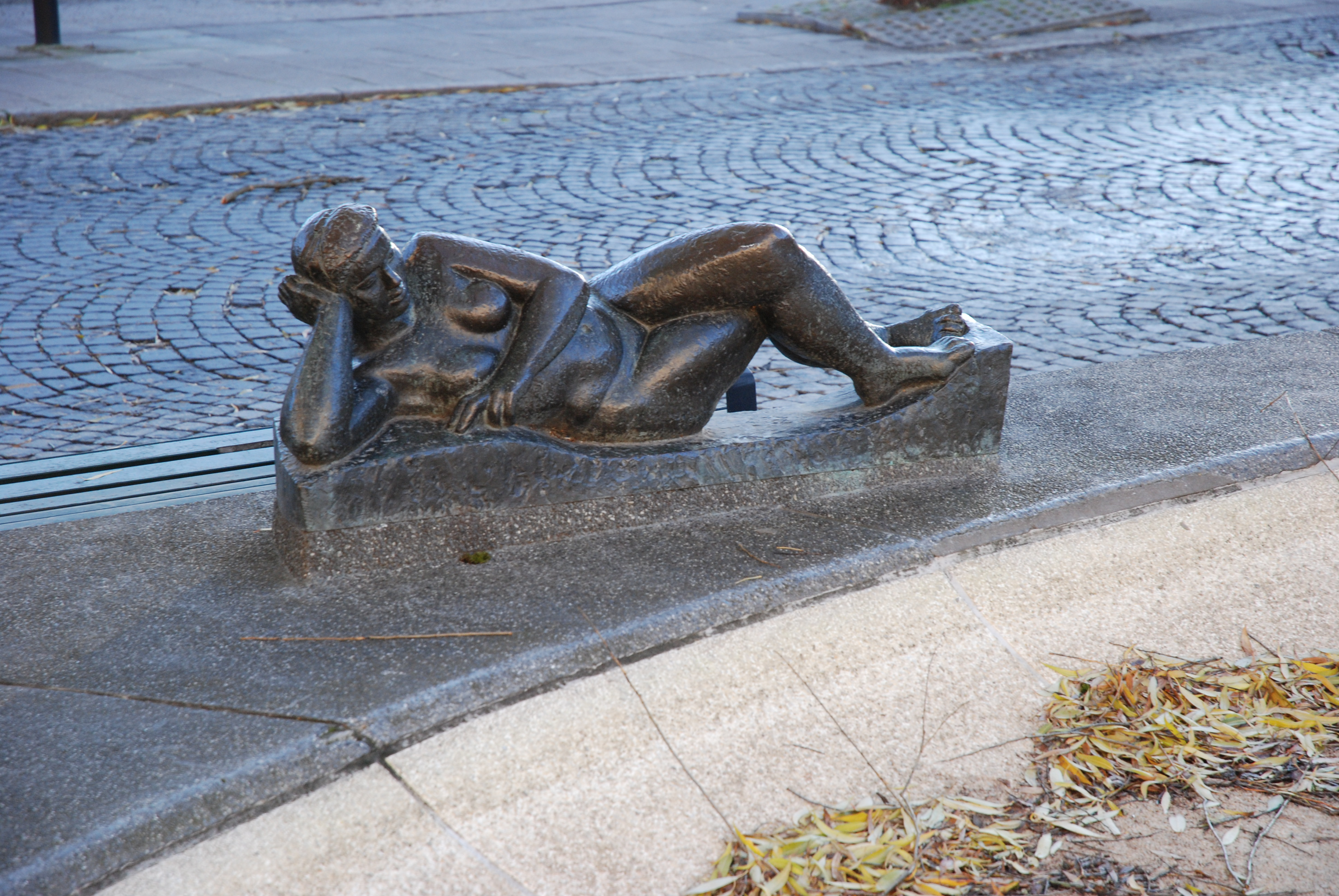
nr. 8: Liggande kvinna van Eric Grate
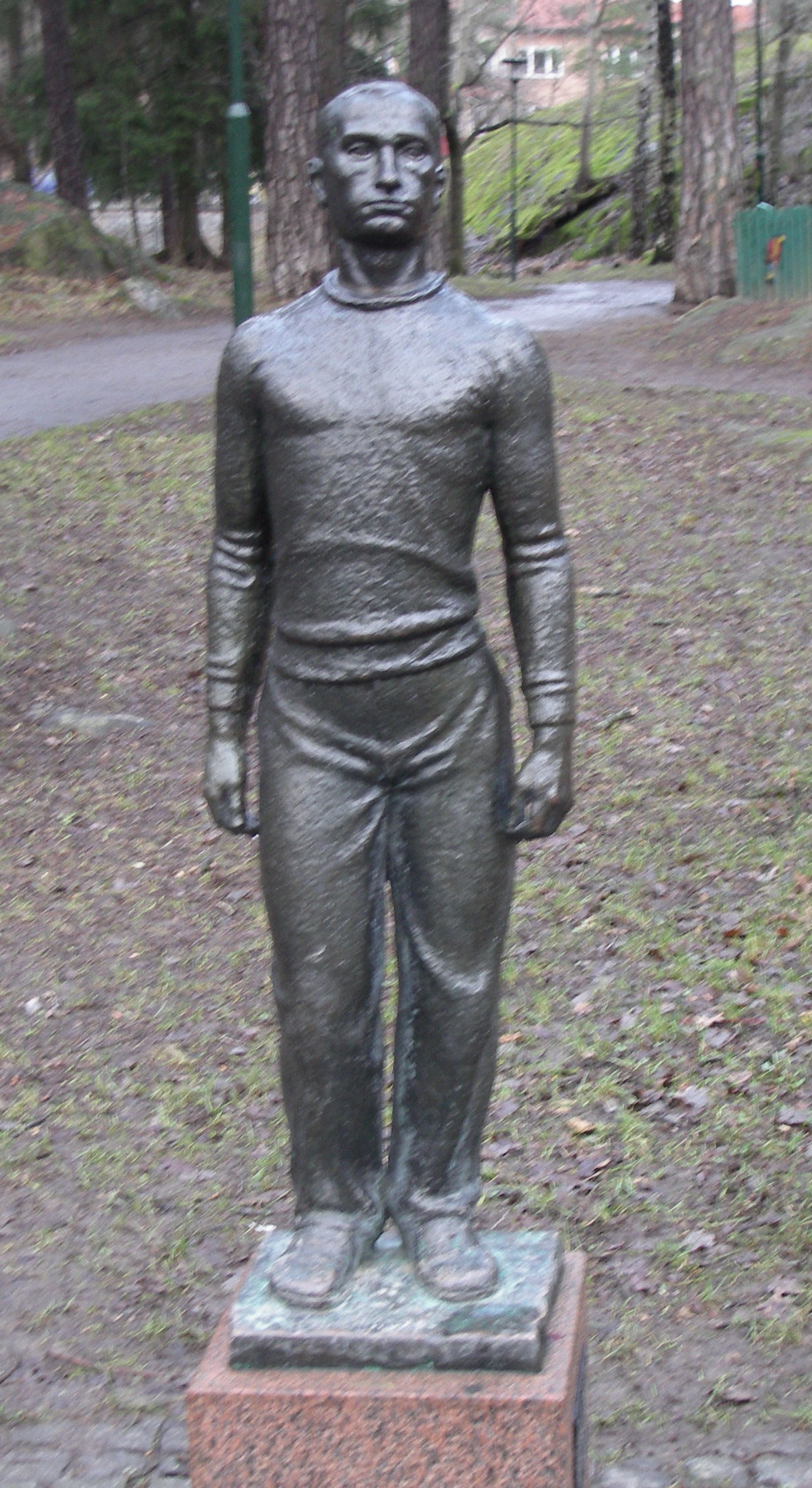
nr. 9: Mannen med islandströjan van Ivan Johnsson
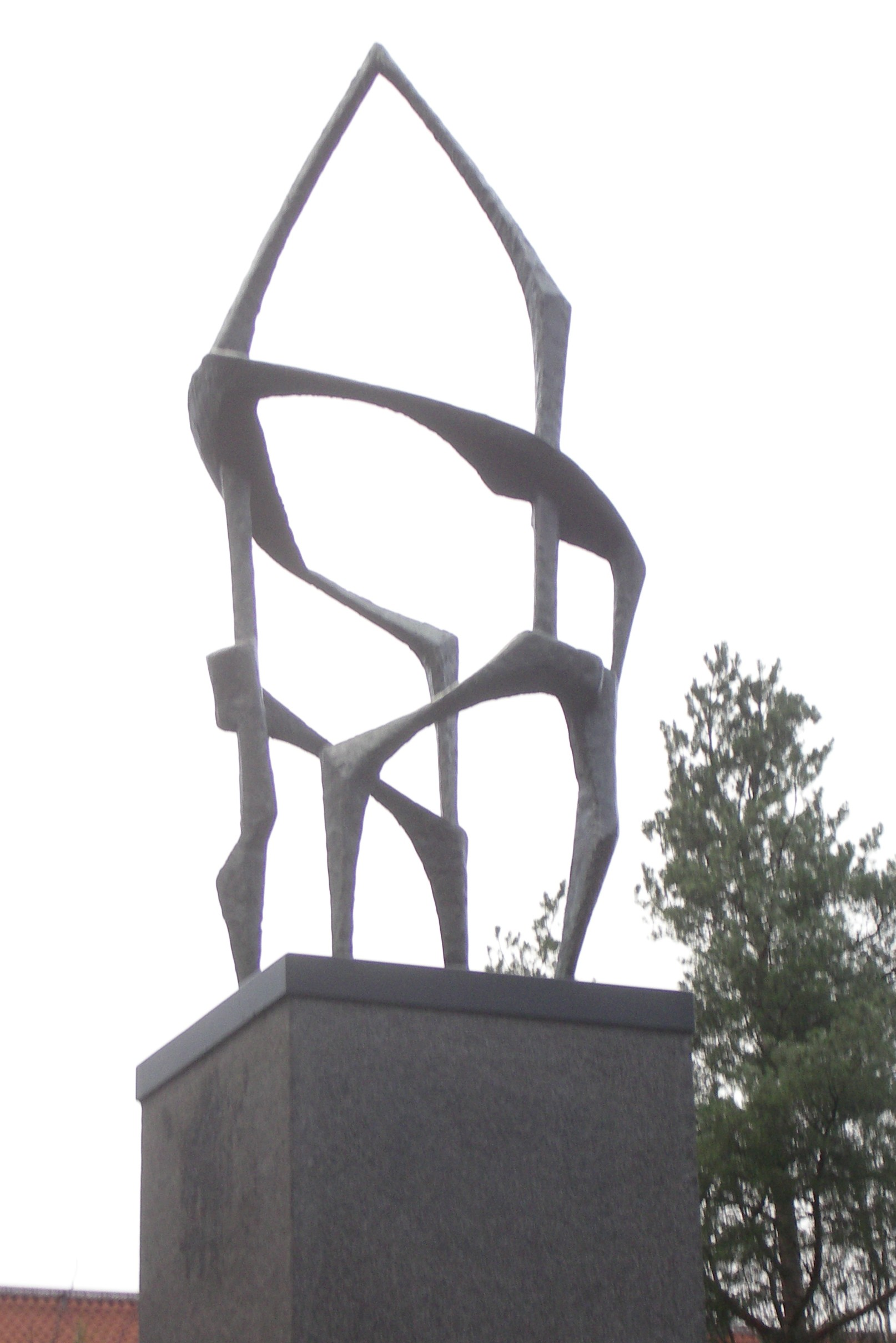
nr. 10: Katedral van Arne Jones
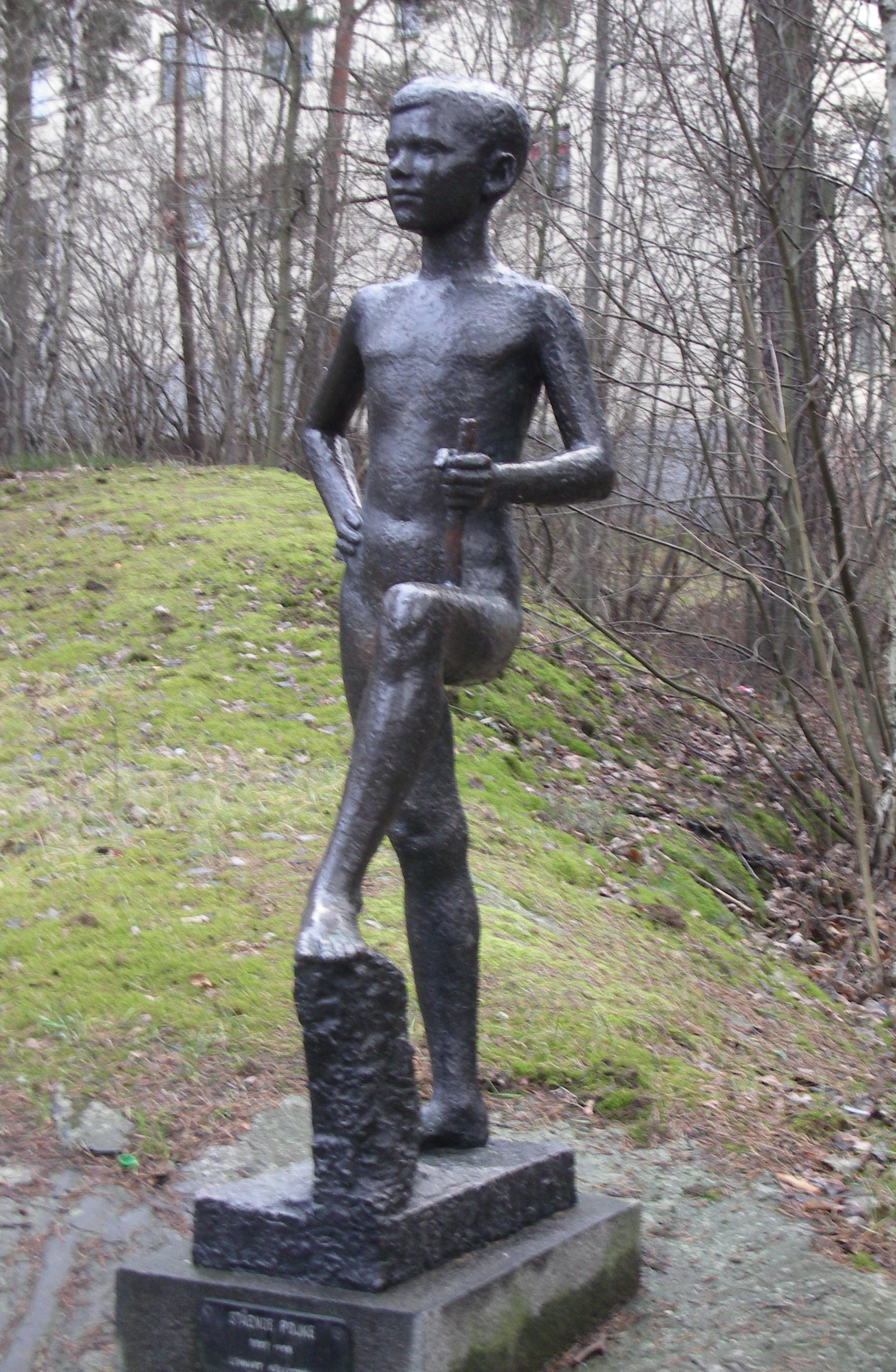
nr. 11: Stående pojke van Lennart Källström
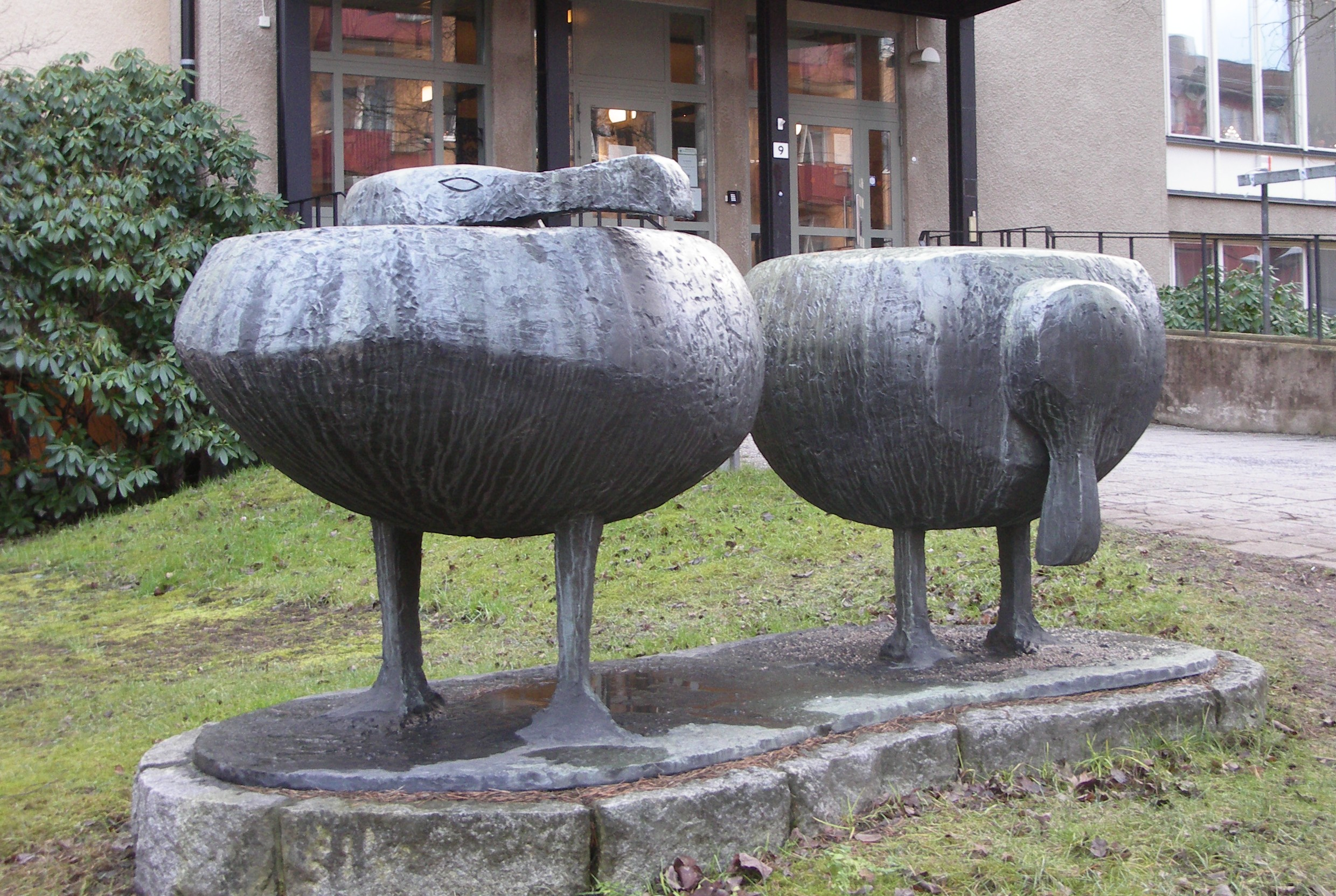
nr. 12: Vingkontroll van Karl_Gunnar Lindahl
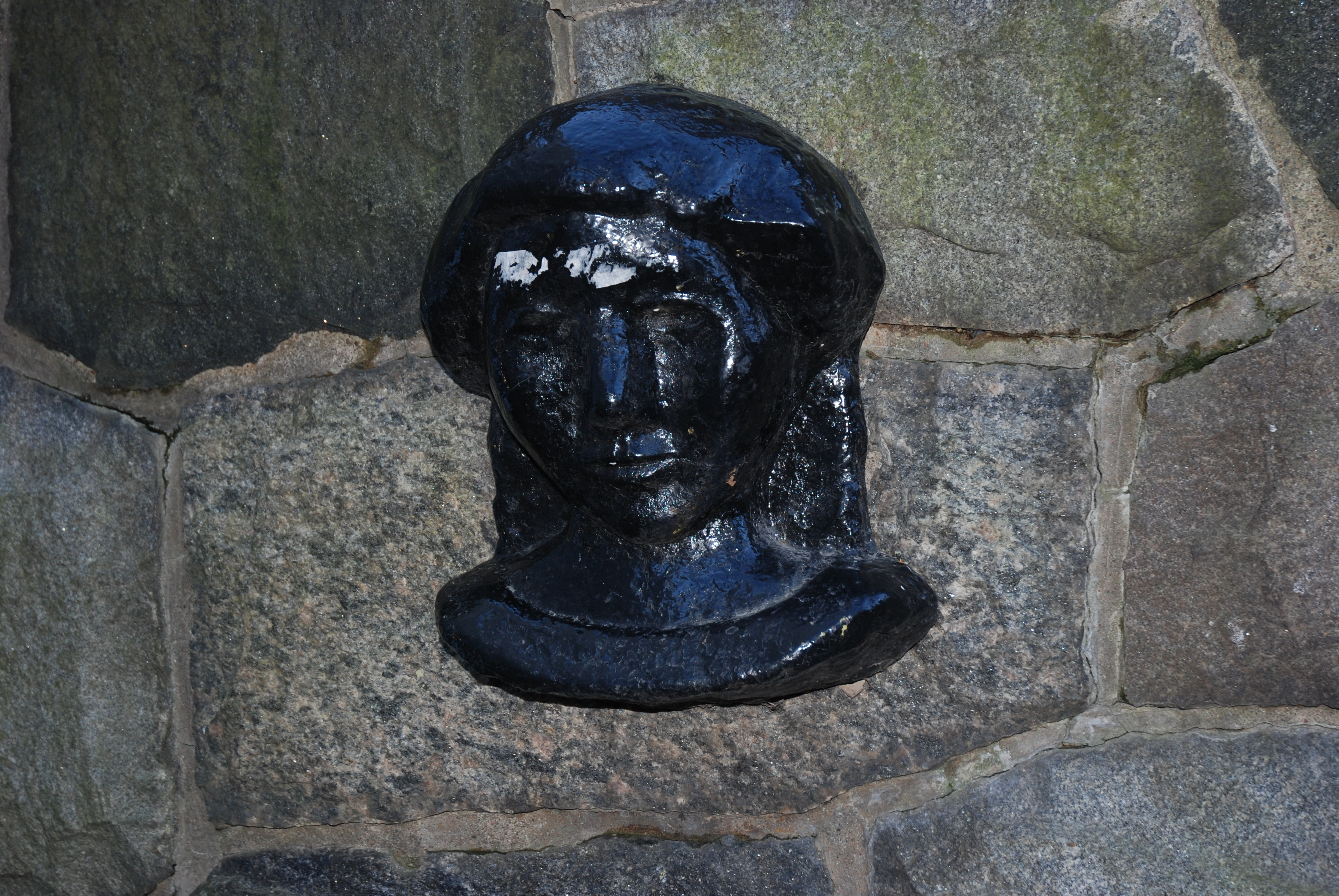
nr. 13: Huvud van Knut Erik Lindberg
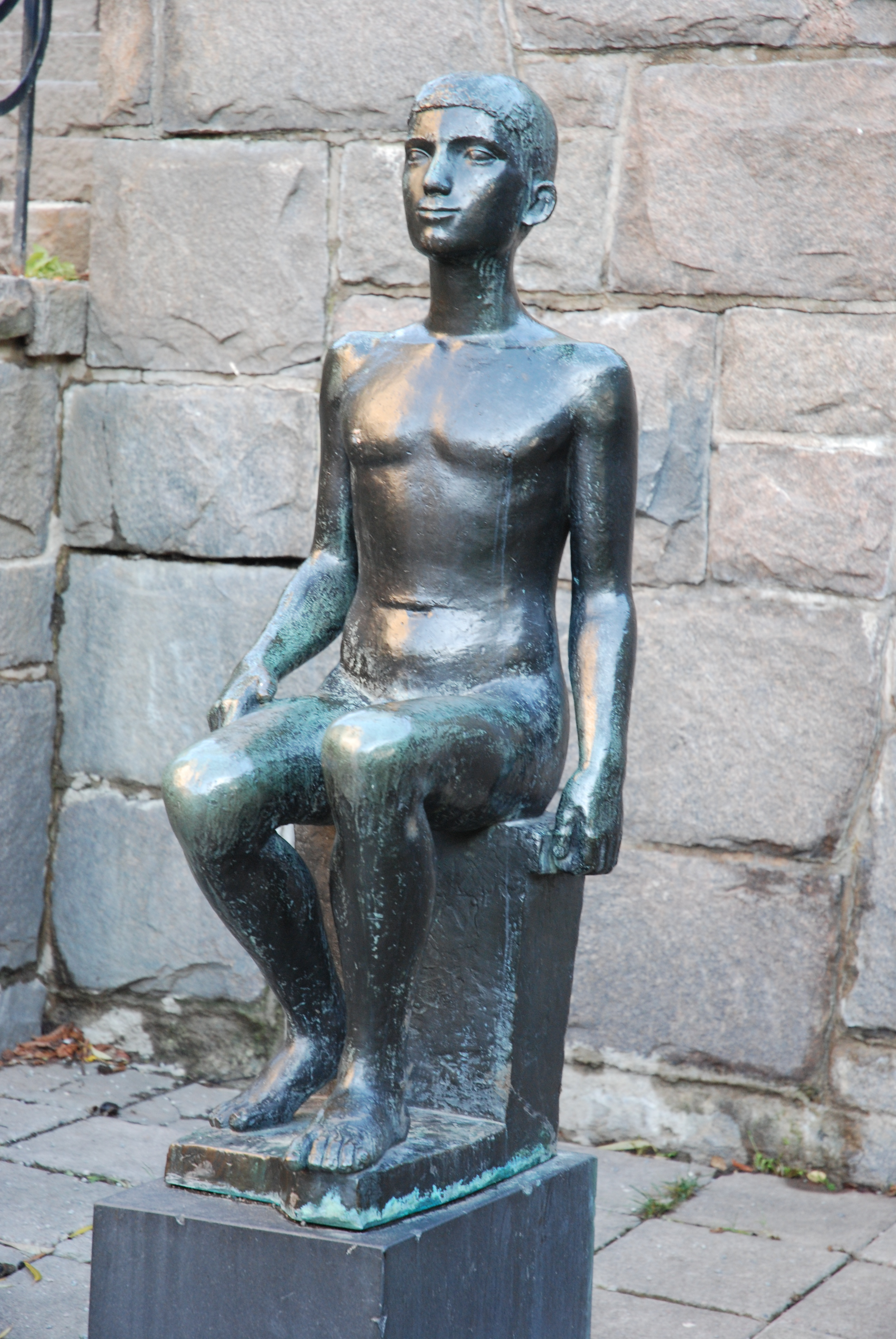
nr. 14: Sittande pojke van Bror Marklund
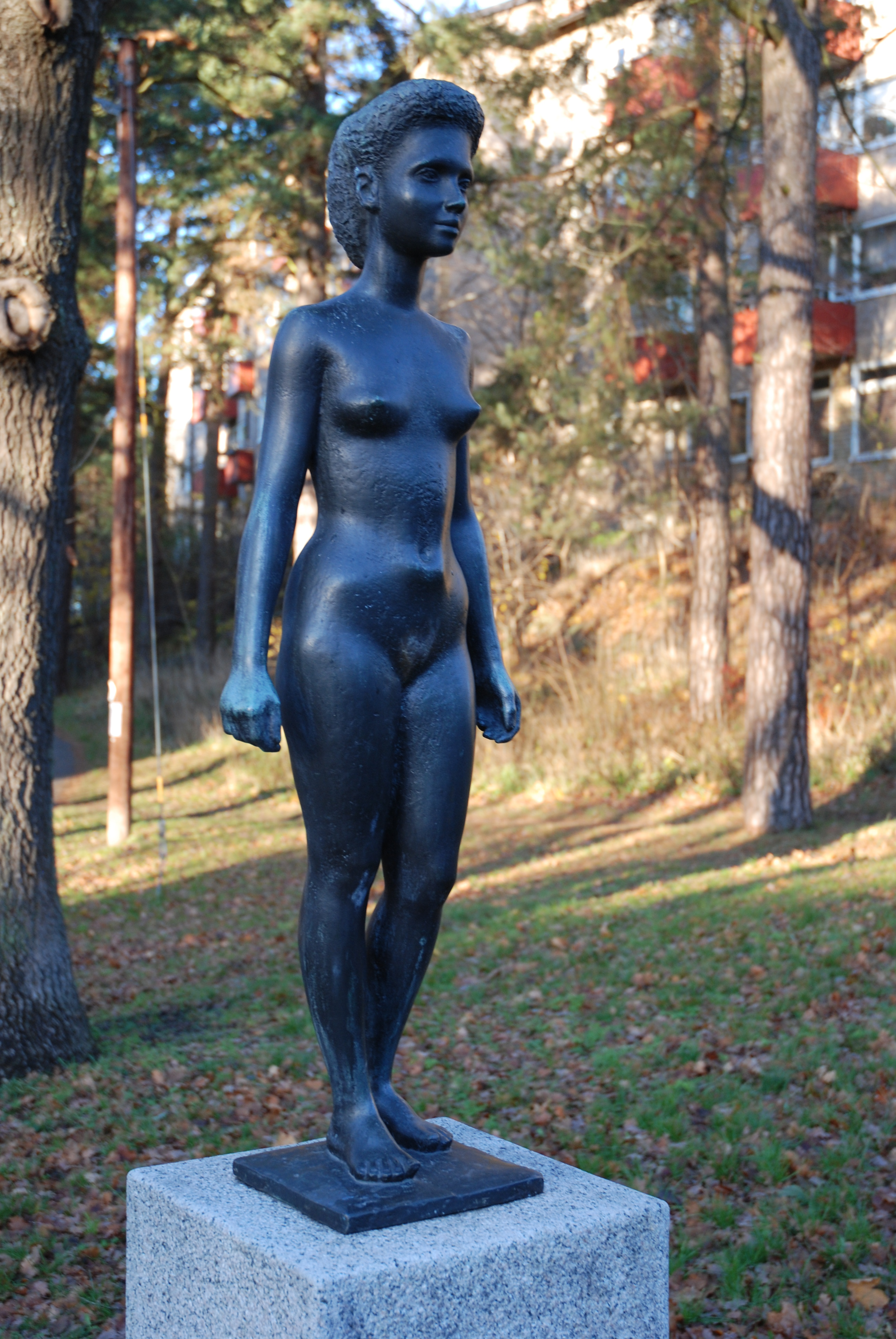
nr. 17: Lena van Gustav Nordahl
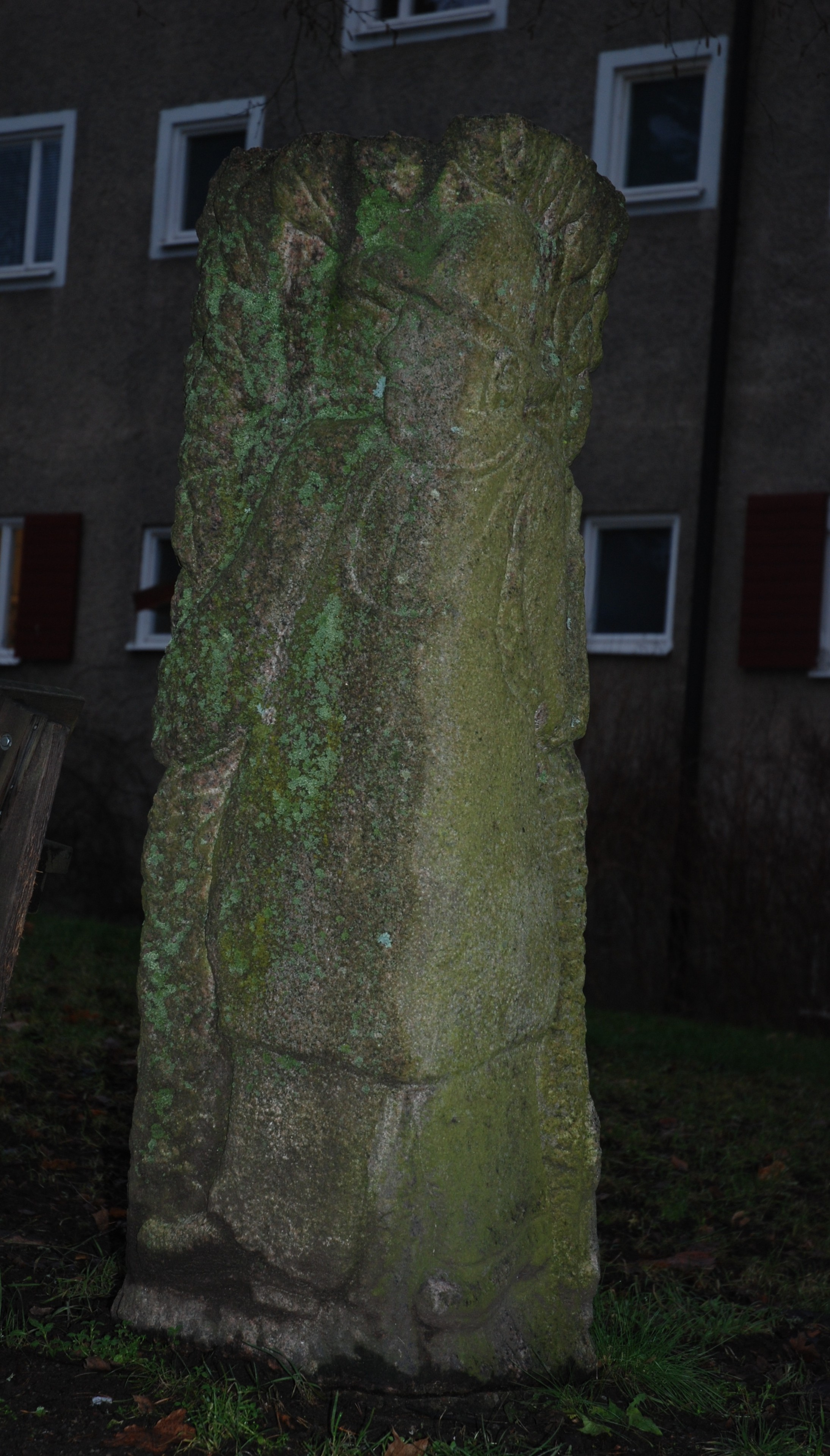
nr. 18: Korkarlen van Olof Thorwald Ohlsson
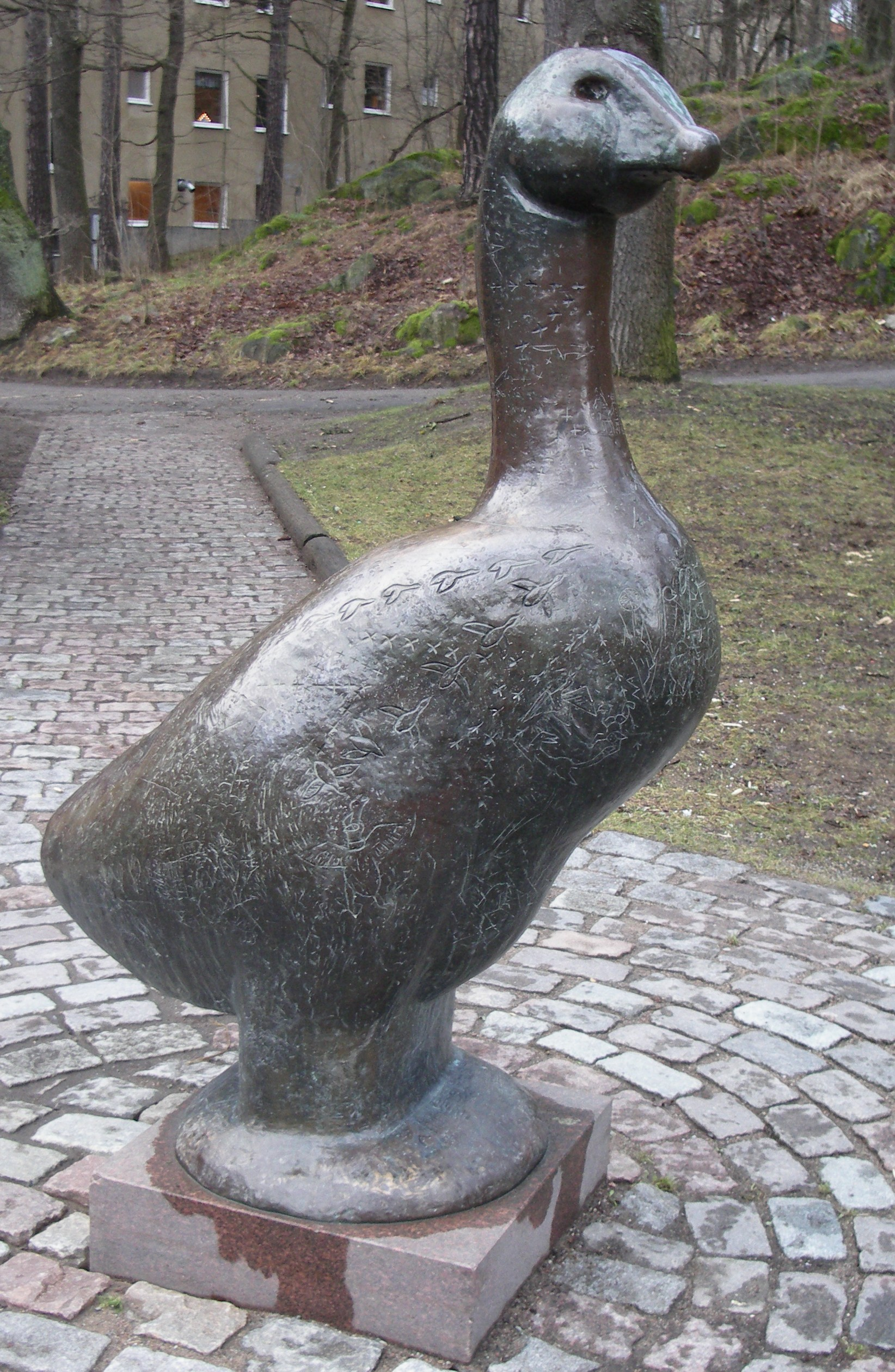
nr. 19: Den store hvide van Edvin Öhrström
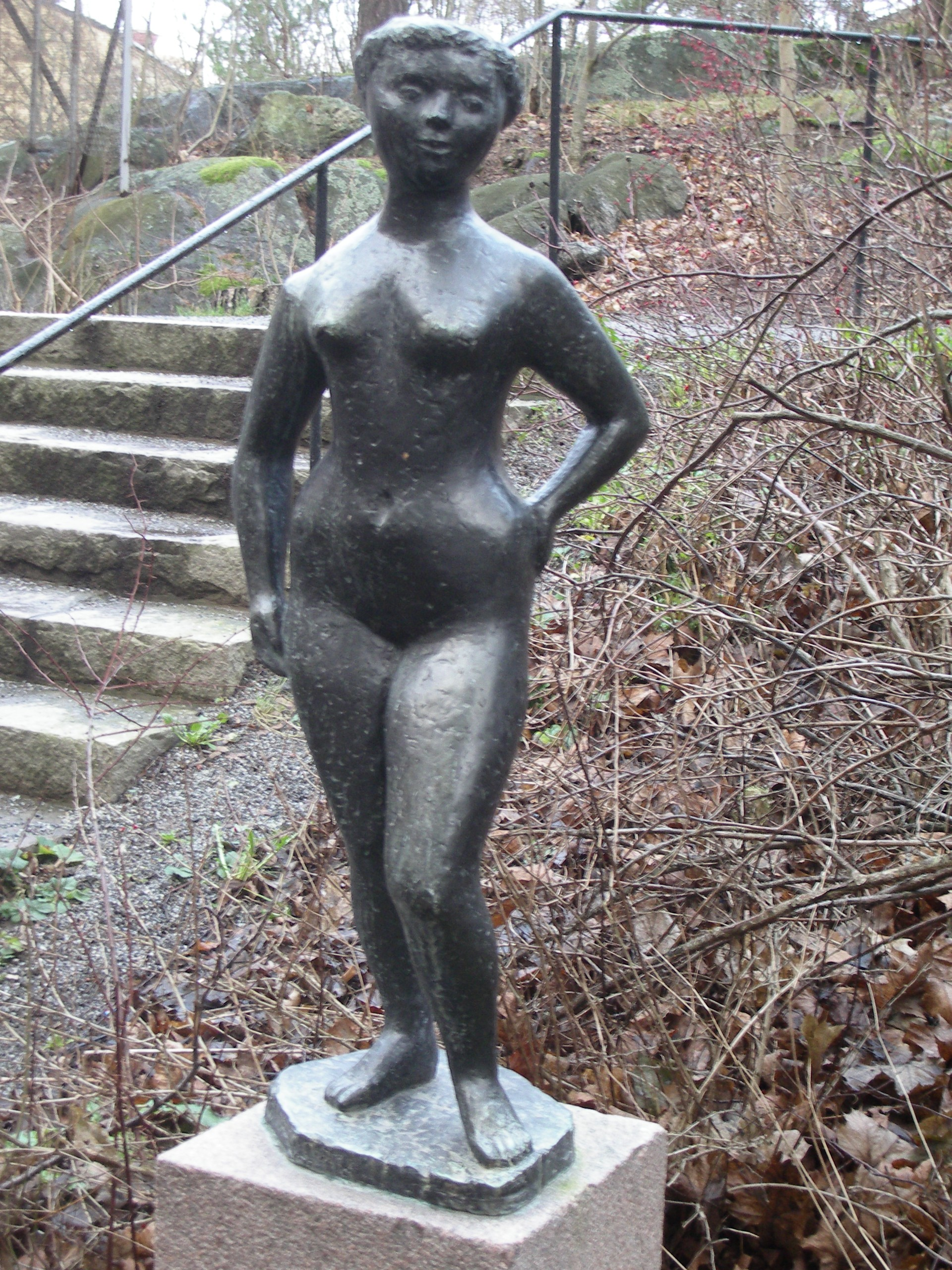
nr. 20: Petite femme van Palle Pernevi
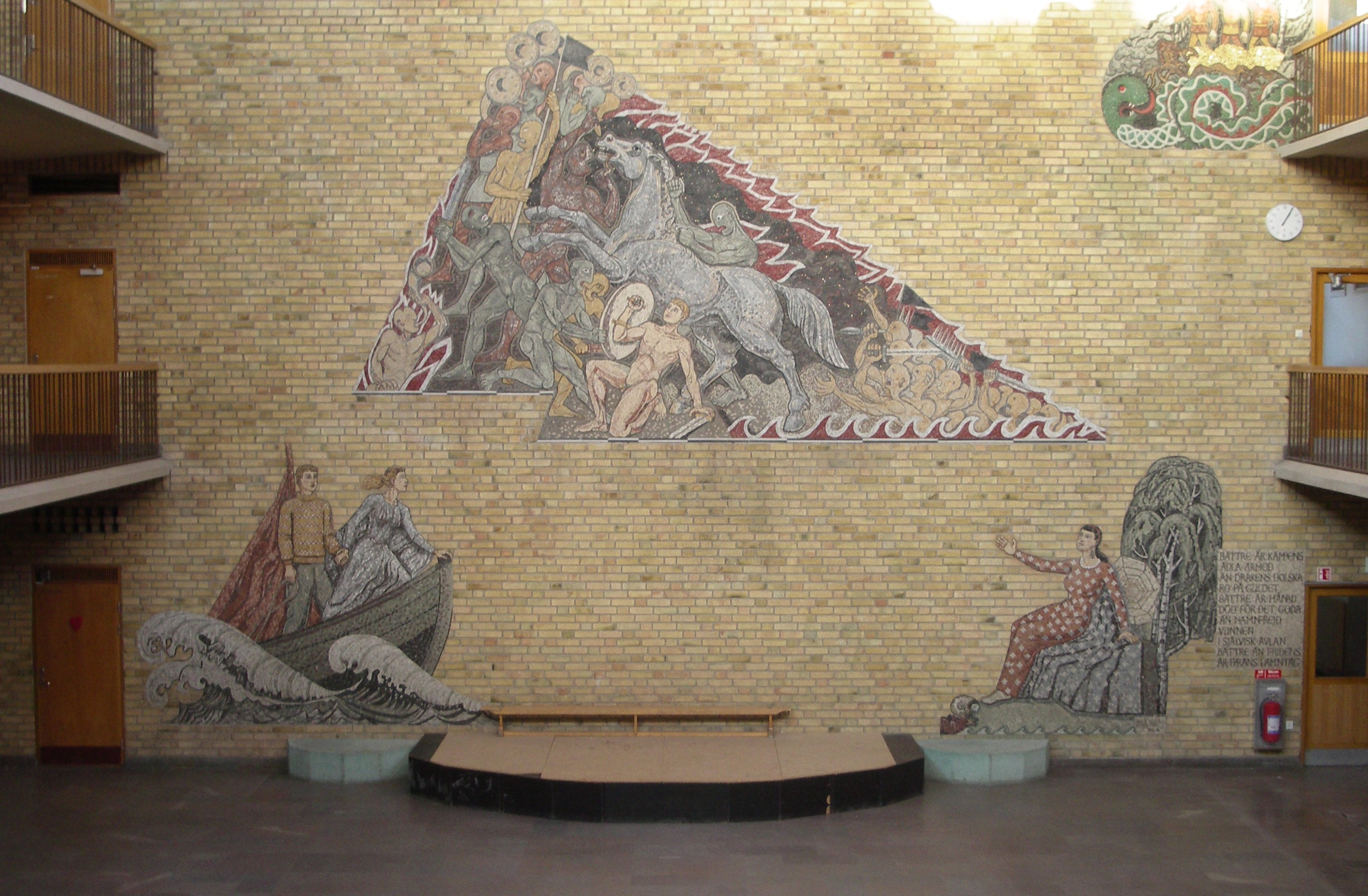
wandmozaïek Västertorpsskolan van Otte Sköld